# Henok Goitom
Henok Goitom (ur. 22 września 1984 w Solnie) – erytrejski piłkarz szwedzkiego pochodzenia występujący na pozycji napastnika.

## Kariera klubowa
Goitom urodził się w Szwecji, w rodzinie pochodzenia erytrejskiego. Karierę piłkarską rozpoczął w klubie Essinge IF, a występował także w FC Inter Orhoy i Vasalund/Essinge IF. W 2003 roku Henok wyjechał do Włoch i został zawodnikiem tamtejszego klubu Udinese Calcio, ale do pierwszego składu awansował rok później. 19 lutego 2005 roku Szwed zadebiutował w Serie A w zremisowanym 1:1 domowym spotkaniu z Interem Mediolan i w 91. minucie doprowadził do remisu. Był to jednak jego jedyny mecz w lidze włoskiej w sezonie 2004/2005.
Latem 2005 Goitom został wypożyczony do hiszpańskiego Ciudad de Murcia, grającego w Segunda División. 27 sierpnia rozegrał swój pierwszy mecz dla drużyny z Murcii, która pokonała 3:1 Recreativo Huelva. W sezonie 2005/2006 strzelił 8 goli w lidze, a w następnym – 15, będąc piątym najlepszym strzelcem drugiej ligi hiszpańskiej.
W lipcu 2007 roku Goitom przeszedł do lokalnego rywala Ciudad de Murcia, Realu Murcia. Kosztował 3 miliony euro, a swój debiut w Realu zaliczył 26 sierpnia przeciwko Realowi Saragossa. W całym sezonie zdobył dwa gole w Primera Division, ale Real Murcia został zdegradowany do drugiej ligi.
W 2008 roku Goitom został wypożyczony do Realu Valladolid. 31 sierpnia wystąpił w barwach Realu po raz pierwszy, jednak drużyna z Valladolid uległa 0:1 Espanyolowi. W sezonie 2008/2009 strzelił dla Valladolidu 10 goli.
W lipcu 2009 Goitom odszedł do UD Almería. W Almerii zadebiutował 29 listopada 2009 w przegranym 1:4 domowym meczu z Athletic Bilbao. W sezonie 2010/2011 spadł z Almerią do Segunda División.
W 2012 roku Goitom został zawodnikiem AIK Fotboll. Swój debiut w nim zadebiutował 2 września 2012 w wygranym 2:1 domowym spotkaniu z Helsingborgiem.
22 marca 2016 roku podpisał kontrakt z Getafe CF, gdzie zadebiutował 1 kwietnia w przegranym 0:2 wyjazdowym spotkaniu przeciwko Rayo Vallecano.
Po niespełna pięciomiesięczym pobycie w drużynie z Getafe, Goitom podpisał kontrakt z drużyną grającą w amerykańskiej MLS, San Jose Earthquakes. Zadebiutował tam 20 sierpnia 2016 roku, rozgrywając łącznie 8 spotkań.
W 2017 roku powrócił do szwedzkiej drużyny AIK Fotboll.

## Kariera reprezentacyjna
W latach 2005–2006 Goitom zaliczył 13 występów i zdobył 4 gole dla reprezentacji Szwecji U-21. Występował w niej zarówno w eliminacjach do Mistrzostw Europy U-21 2006, jak i Mistrzostw Europy U-21 2007. W 2006 roku był w szerokiej kadrze A powołanej na Mistrzostwa Świata w Niemczech, jednak na Mundial nie pojechał.
10 października 2015 roku zadebiutował w reprezentacji Erytrei.